# Sport w Ełku
W Ełku działa Miejski Ośrodek Sportu i Rekreacji – udostępnia mieszkańcom swoje obiekty i organizuje sekcje. W mieście znajdują się korty tenisowe, siłownie, wypożyczalnie sprzętu wodnego i rowerów, wioślarski basen treningowy. Można też korzystać z usług Ośrodków Sportowych Wodnych, kąpielisk miejskich i Parku Wodnego. Miasto posiada halę widowiskowo-sportową. Może ona pomieścić 1000 osób. W mieście działa kilkanaście klubów sportowych.

## Piłka nożna

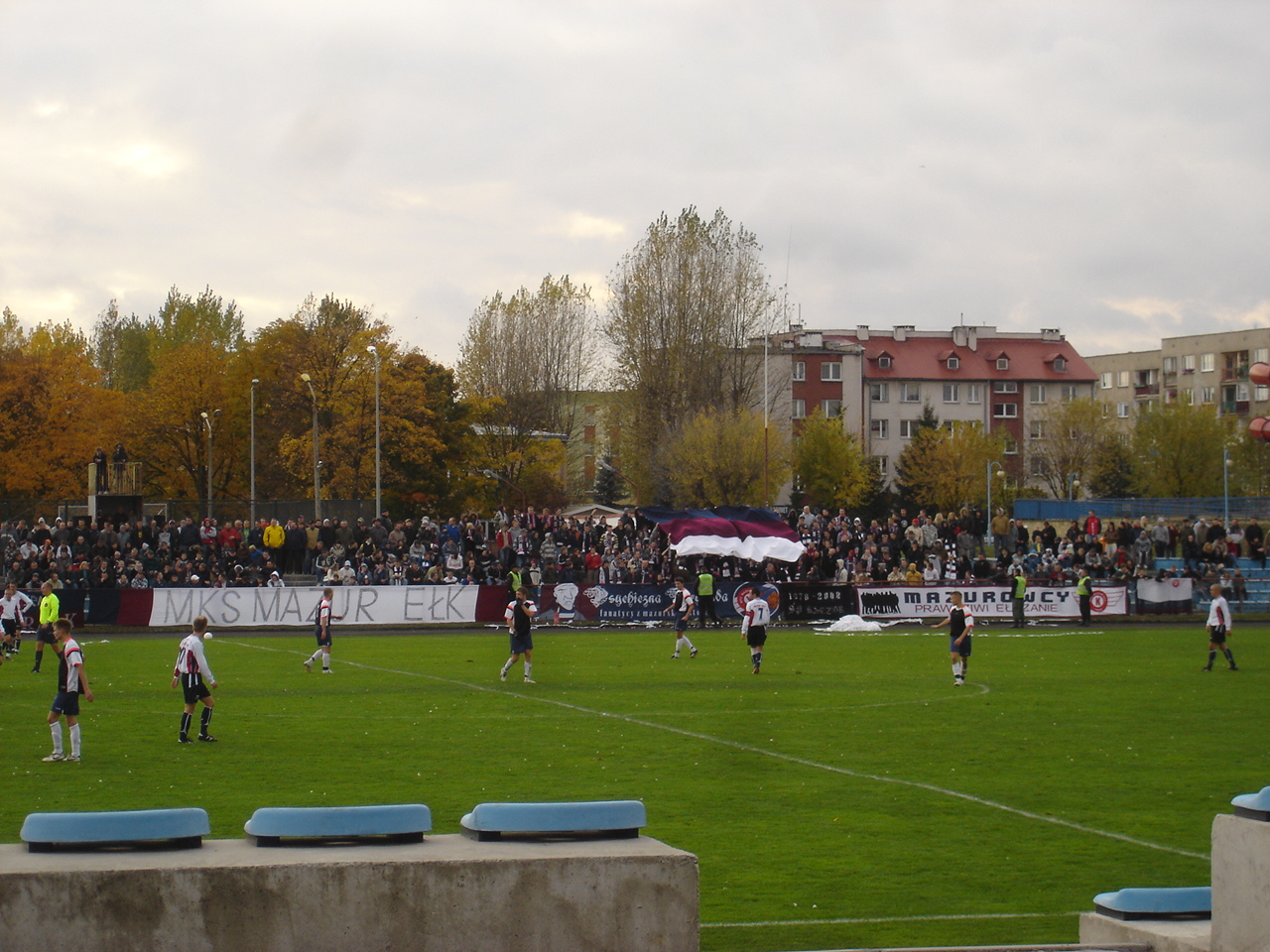
Piłkarskie derby Ełku: Płomień – Mazur 2:3, 18.10.2008

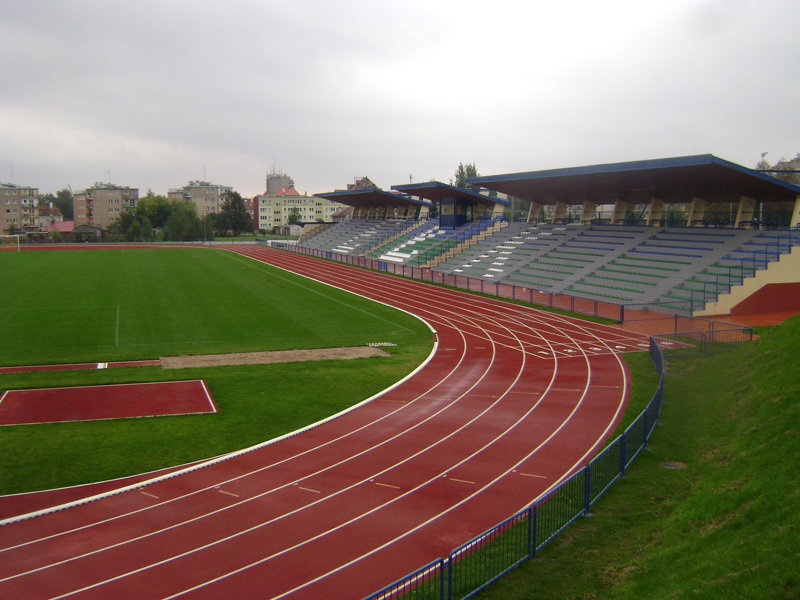
Stadion Miejski

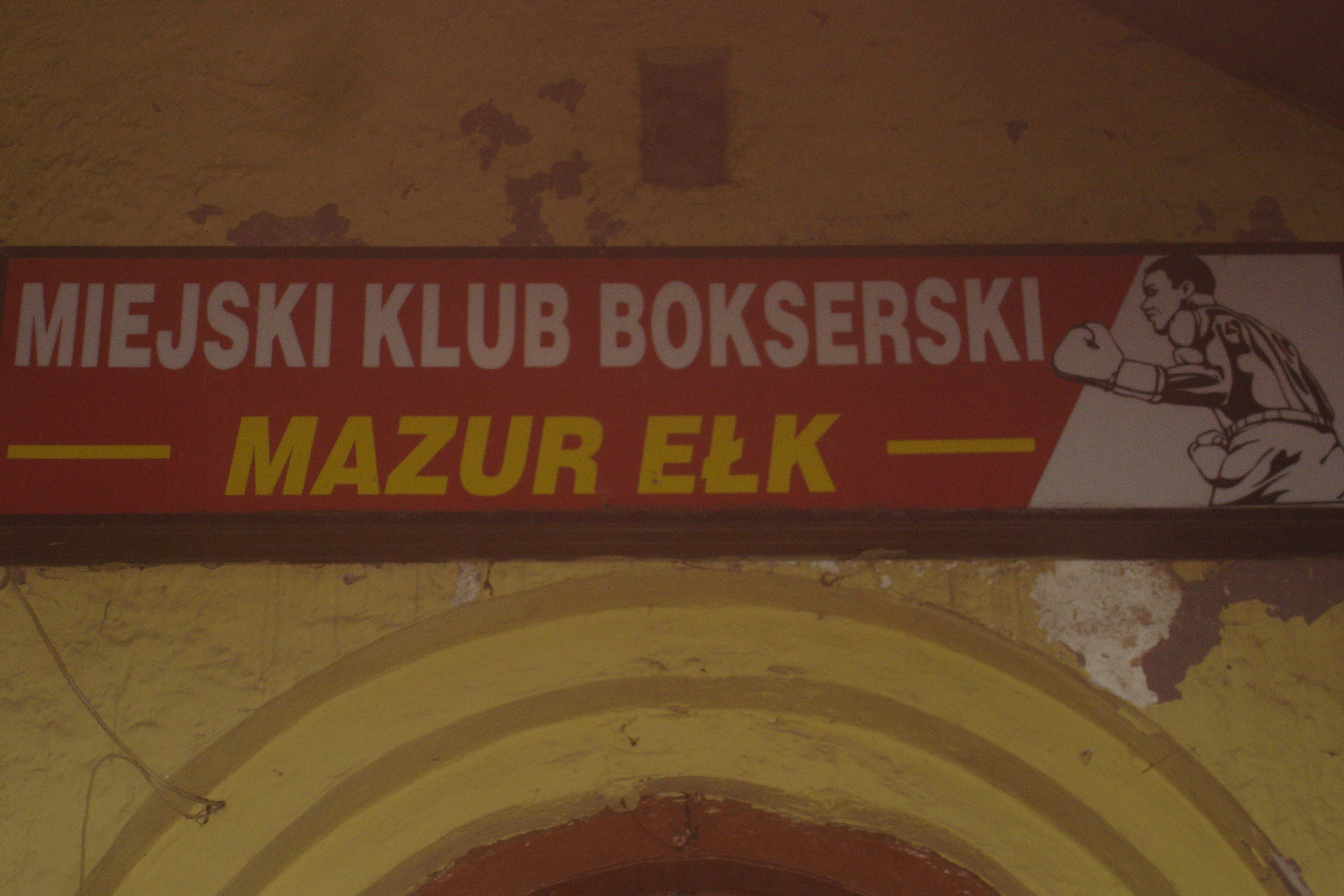
Szyld nad wejściem do siedziby bokserskiej sekcji Mazura Ełk

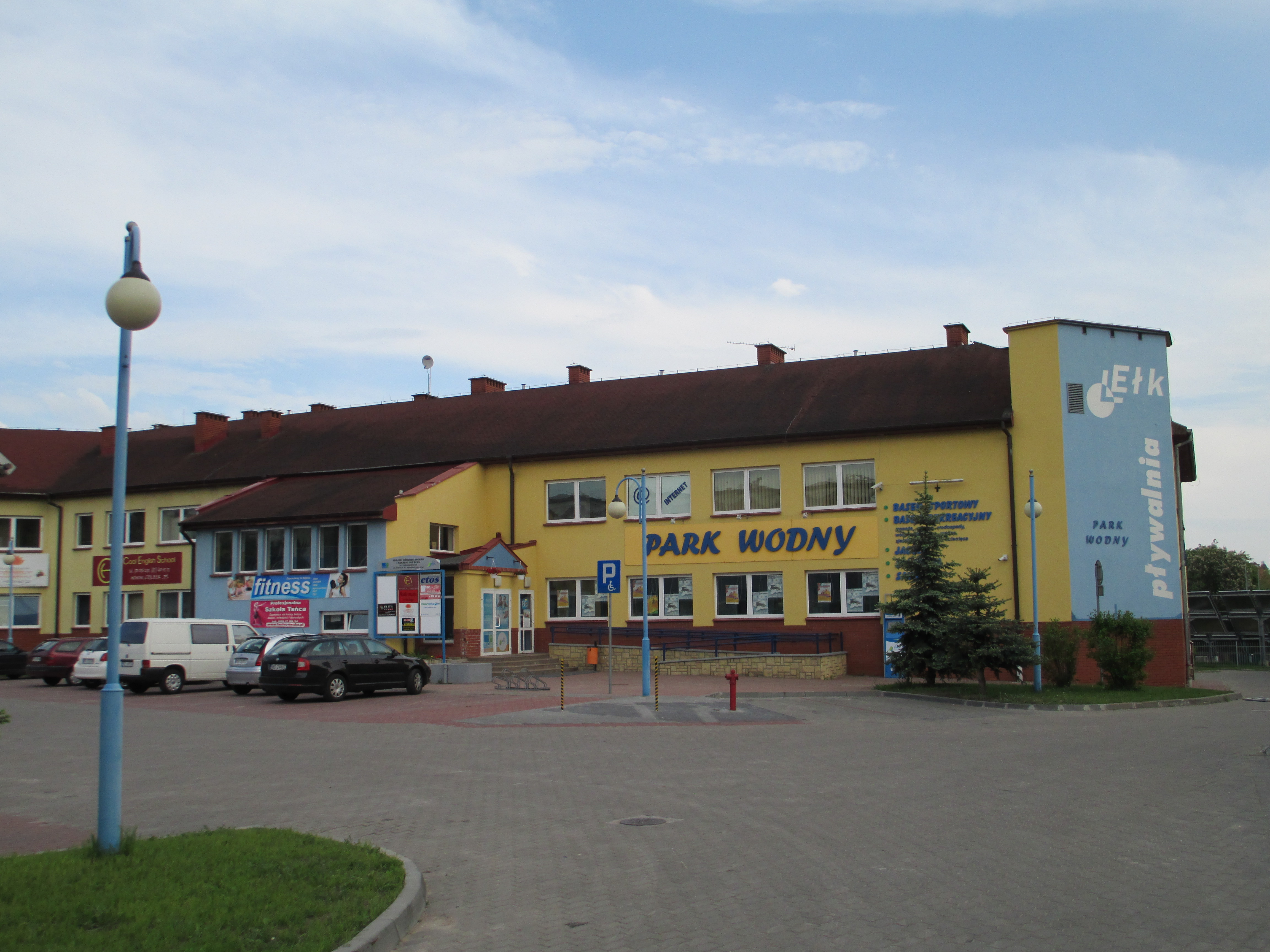
Park Wodny

### Istniejące kluby piłkarskie
- MKS Mazur Ełk – najsłynniejszy i najbardziej utytułowany ełcki klub sportowy, dziewięciokrotny zdobywca okręgowego Pucharu Polski, wielokrotny uczestnik rozgrywek III-ligowych. Obecnie występuje w IV lidze.
- UKS Rona 03 Ełk – uczniowski klub piłkarski założony w 2003 roku[1], klub partnerski Akademii Piłkarskiej Legii Warszawa[2]

### Nieistniejące kluby piłkarskie
- KS Ełk – klub funkcjonujący przy 62. Pułku Piechoty w latach 1946-1953, uczestnik pierwszych oficjalnych powojennych derbów Ełku
- WKS Artylerzysta Ełk – nieistniejący klub założony w 1946 przy 54. Pułku Artylerii, uczestnik pierwszych oficjalnych powojennych derbów Ełku
- Masovia Lyck – przedwojenny, niemiecki klub sportowy założony w 1917 roku
- KS Gwardia Ełk – utworzony w 1948 przy Urzędzie Bezpieczeństwa i Milicji Obywatelskiej
- KS Traktorzysta Ełk – utworzony w 1947 przy Zakładzie Obsługi Rolnictwa
- KS Ogniwo Ełk
- SKS Spójnia Ełk
- KS Płomień Ełk – klub piłkarski założony w 1996[3] jako Płomień Woszczele, przeniesiony latem 1998 do Ełku, trzykrotnie występujący na trzecim poziomie rozgrywkowym (2012/13, 2013/14, 2014/15). W sezonie 2012/13 jesienią występujący pod nazwą Deweloper Kąt Płomień Ełk, a wiosną pod nazwą Paged Sklejka Deweloper Kąt Płomień Ełk. Po sezonie 2014/15 nastąpiła fuzja z Mazurem Ełk, w wyniku czego powstał MKS Ełk (później zmieniono nazwę na Mazur Ełk)[4].

## Boks
Jedną z tradycyjnie związanych z Ełkiem dyscyplin jest boks. W mieście działa Miejski Klub Bokserski Mazur Ełk. Najsłynniejszym wychowankiem klubu jest Leszek Błażyński, brązowy olimpijczyk w wadze muszej z Monachium i Montrealu. Ponadto wychowankami klubu są medaliści mistrzostw Polski seniorów i juniorów. Klub ma siedzibę w zabytkowej sali sportowej przy ul. Armii Krajowej 16.

## Inne kluby
- koszykówka – Jaćwing Ełk, Ełcki Klub Koszykówki "Dwutakt" Ełk
- trójboj siłowy – KS Megatron II Ełk
- siatkówka – UMKS FPP Mikro Ełk
- piłka ręczna – EKS Szczypiorniak
- pływanie – EKS Delfin
- wioślarstwo, żeglarstwo, pływanie – MOS Ełk
- kolarstwo przełajowe – LUKK Ełk
- Karate Kyokushinkan-kai – Ełcki Klub Karate Kyokushin
- MMA – MMA Team Ełk
- Bractwo Rycerskie Ziemi Ełckiej
- Grupa akrobatyczno-taneczna Jumper Steps

## Obiekty sportowe

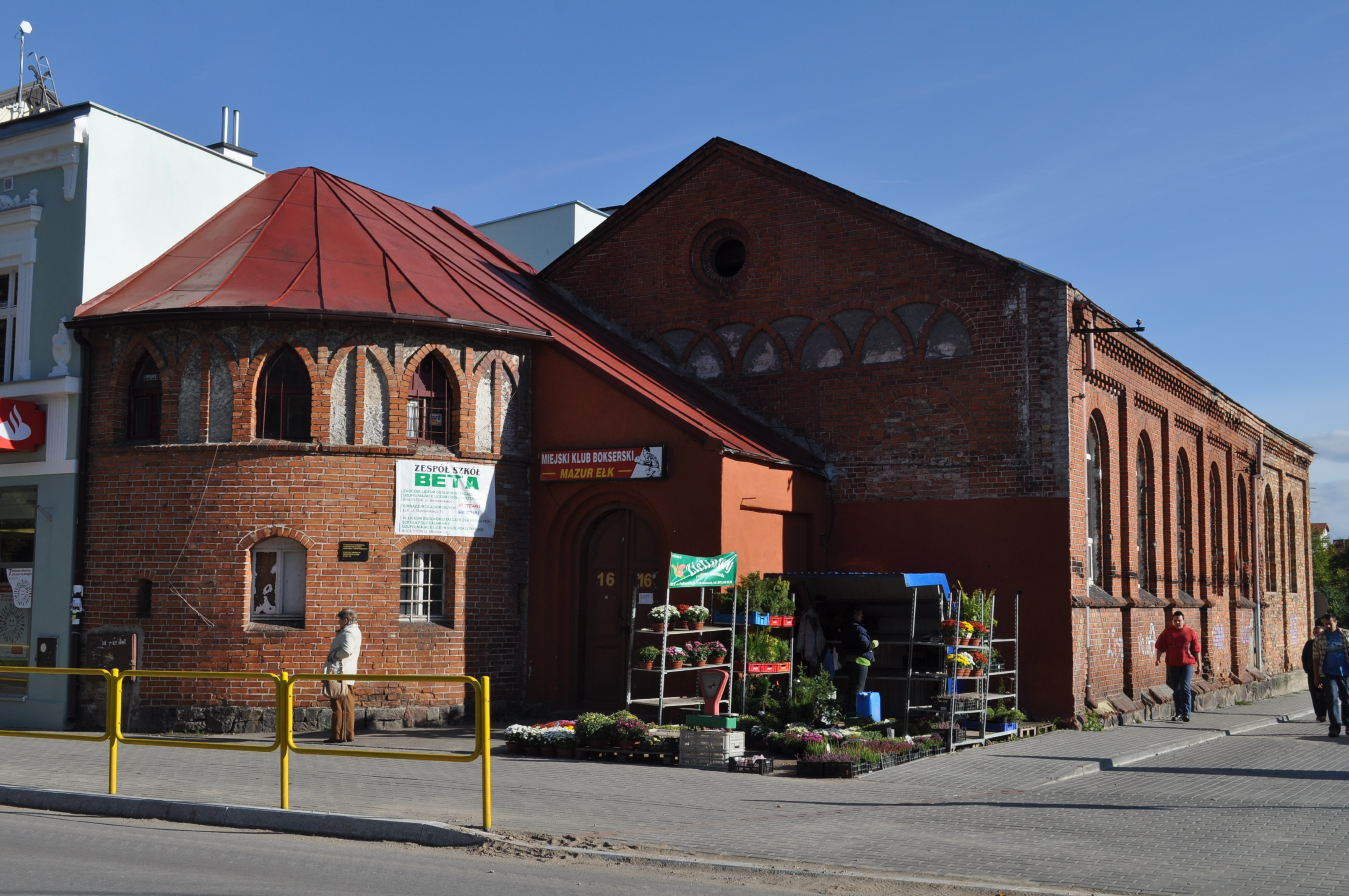
Sala sportowa przy ul. Armii Krajowej

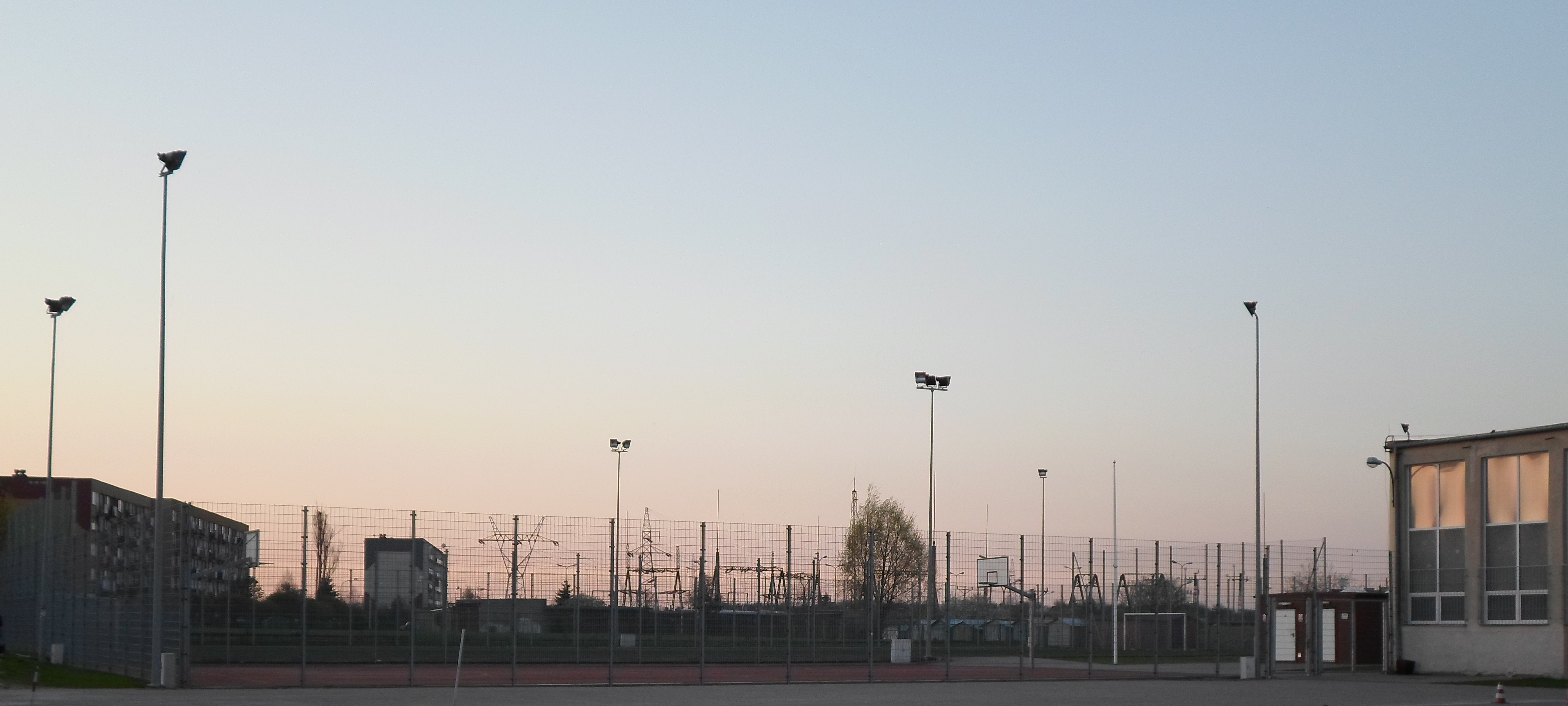
Pierwszy w Ełku kompleks boisk typu Orlik 2012, mieszczący się na os. Północ II

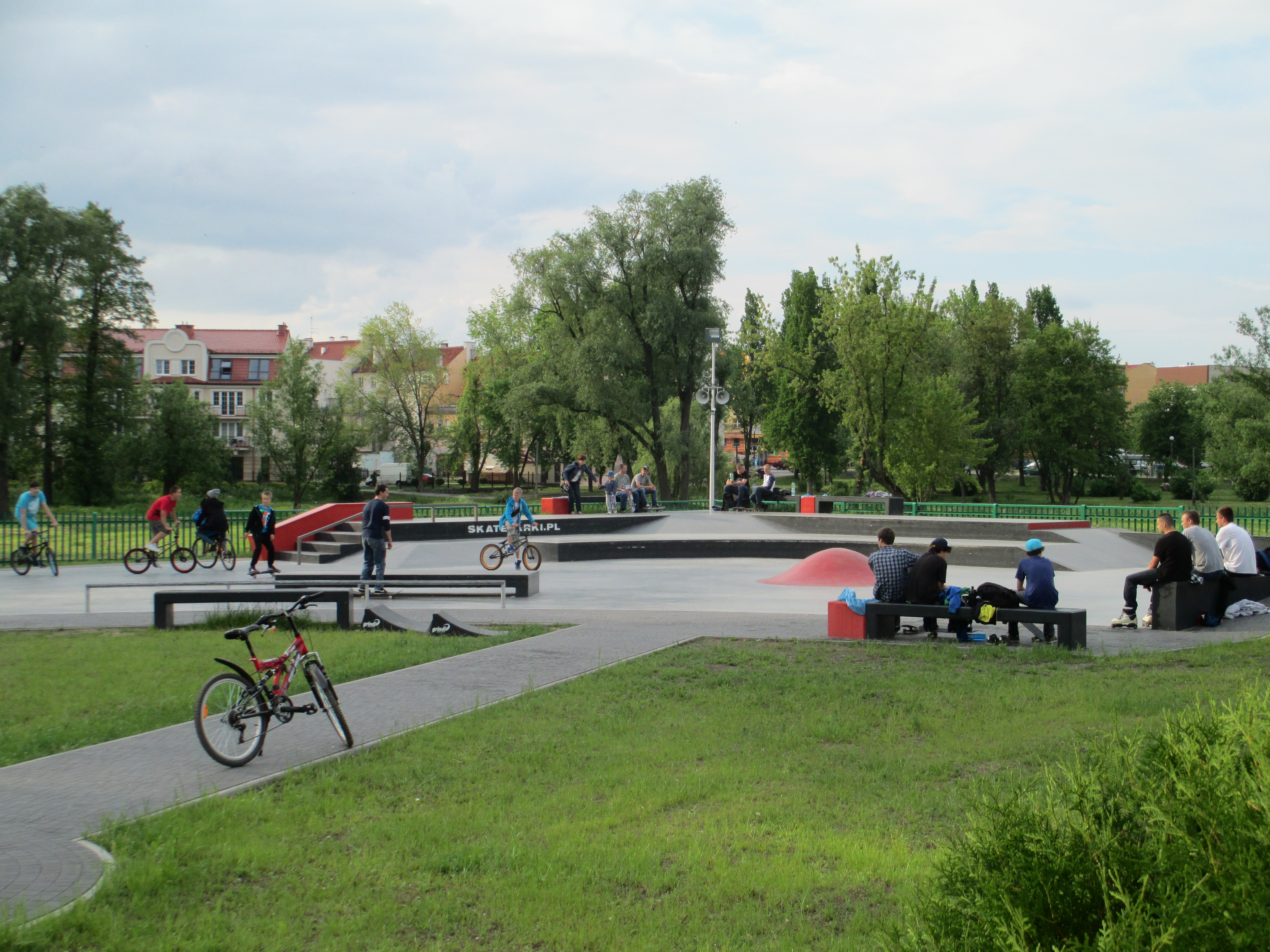
Skate Park

- Stadion Miejski w Ełku – stadion piłkarski i lekkoatletyczny wraz z przyległymi kortami tenisowymi, boiskami ze sztuczną nawierzchnią do gry w piłkę nożną, koszykówkę, siatkówkę i piłkę ręczną, polem do minigolfa i krytym sztucznym lodowiskiem otwartym zimą; użytkowany przez klub piłkarski Mazur Ełk.
- Stadion lekkoatletyczny im. Kamili Skolimowskiej[5] przy Zespole Szkół nr 1 im. Jędrzeja Śniadeckiego wraz z przyległym boiskiem ze sztuczną nawierzchnią do gry w piłkę nożną, koszykówkę, siatkówkę i piłkę ręczną i kortami tenisowymi
- Park Wodny
- Międzyszkolny Ośrodek Sportowy w Ełku umożliwiający uprawianie żeglarstwa i wioślarstwa
- hala sportowa z 1900 r. przy ul. Kościuszki 29 w Centrum[6]
- hala widowiskowo-sportowa z 2007 r. przy ul. św. M.M. Kolbego 11 na osiedlu Jeziorna[7]
- sala sportowa przy ul. Armii Krajowej 16, siedziba Miejskiego Klubu Bokserskiego Mazur Ełk
- Kompleksy sportowe "Moje Boisko – Orlik 2012" na osiedlach: Północ II (2), Zatorze, Bogdanowicza, Jeziorna, Północ I
- Stadnina koni – ul. Zamkowa 8
- Skate park – ul. Parkowa
- Kręgielnia – ul. Orzeszkowej 21 A,

## Wydarzenia sportowe
W Ełku odbyły się m.in. następujące imprezy sportowej wysokiej rangi:
- 1975, 16-25 lipca – 29. Mistrzostwa Polski Juniorów w Boksie
- 1977, 10-11 września – 34. Tour de Pologne
- 1978, 2-12 grudnia – 32. Drużynowe mistrzostwa Polski w szachach (Szeligi)
- 1998 – 61. Mistrzostwa Polski w kolarstwie przełajowym
- 2004, 31 marca – mecz piłkarskich reprezentacji U-19 Polska-Litwa na stadionie miejskim, wynik: 1:1
- 2005 – 68. Mistrzostwa Polski w kolarstwie przełajowym
- 2008
  - pierwsze Mazurskie Międzynarodowe Zawody Balonowe, największe zawody balonowe w Europie Środkowo-Wschodniej
  - 16 września – 65. Tour de Pologne[8], wydarzenie zgromadziło 10 tysięcy widzów
- 2009, 27/28 listopada – Gala Boksu Zawodowego w hali sportowo-widowiskowej w Ełku z udziałem Rafała Jackiewicza i Krzysztofa Włodarczyka, transmitowana na żywo przez Polsat Sport i Polsat[9][10]
- 2011, 29 stycznia – KSW Extra II: President Cup w hali sportowo-widowiskowej, 1500 widzów
- 2012 – 75. Mistrzostwa Polski w kolarstwie przełajowym[11]